# Alejandra Bogue
Alejandra Bogue Gómez (Ciudad de México, 16 de mayo de 1965) es una primera actriz de televisión, teatro y cine, presentadora de televisión y vedette mexicana. 

## Biografía

### Inicios
Alejandra Bogue Gómez nació el 16 de mayo de 1965 en la Ciudad de México, México. Hija única de Beatriz Gómez. Alejandra es una mujer trans. Bogue afirma haber tenido plena consciencia de su identidad femenina desde muy temprana edad. Fue criada por su madre y su abuela. Cursó sus estudios de primaria en el Colegio del Tepeyac, un colegio para varones ubicado al norte de la capital mexicana. Fue precisamente durante la representación de una obra teatral escolar, que Bogue pudo interpretar por primera vez un personaje femenino, lo que ayudó a afirmar su identidad de género y su vocación artística. Posteriormente, cursó sus estudios de secundaria en el Liceo de México y en el Colegio Decroly. Bogue se vio forzada a suspender sus estudios debido al acoso escolar debido a su identidad de género, por lo que, desde temprana edad, se dedicó a trabajar, fungiendo como empleada en boutiques de moda.
A finales de los 70, Bogue se vuelve asidua de distintos centros nocturnos de la capital mexicana, específicamente aquellos que se mostraban tolerantes ante la diversidad sexual, entre ellos El Nueve, centro nocturno de gran popularidad en los 70 y 80 ubicado en la Zona Rosa de la Ciudad de México y el cual fue uno de los primeros centros nocturnos de México catalogados como LGBT-friendly. Fue allí donde Bogue conoció a Mónica Alejandra "Naná", una modelo y trabajadora sexual trans que se convirtió en referencia y fuente de inspiración para Bogue en su futura transición.
A principios de los 80, Bogue comienza a participar en espectáculos de transformismo, primero en fiestas privadas y posteriormente en el centro nocturno Flamingos, al norte de la capital mexicana. Allí realizaba imitaciones de figuras como Annie Lennox, Nina Hagen, Cindy Lauper y Madonna. En 1984 comenzó a trabajar en un show de transformismo en el centro nocturno Le Baron, en el sur de la Ciudad de México. En 1985, Bogue participó en el concurso Valores Juveniles del Travestismo, obteniendo el primer lugar del certamen por su caracterización de Madonna. El premio consistió en un viaje a Acapulco. Bogue se asentó en Acapulco por los próximos tres años. Allí formó parte del show de transformismo del centro nocturno Gallery. Fue en este momento cuando Bogue realiza su transición, decidiendo vivir como mujer de manera definitiva. El nombre de Alejandra lo tomó en referencia a su amiga y mentora "Naná". Bogue abandono el show del Gallery, donde se prohibía contratar a mujeres trans dentro de su elenco. Paralelamente a su trabajo como vedette, Bogue también trabajaba como dependiente y modelo en la boutique del diseñador Favián Vergara en Acapulco. Un episodio de violencia y abuso policíaco llevó a Bogue a abandonar Acapulco en 1988 y volver a la Ciudad de México. Bogue se integró a la Kitsch Company, una compañía teatral que presentaba shows de cabaret en El Nueve. Posteriormente trabajó como hostess el centro nocturno Bugambilia al sur de la Ciudad de México, donde llegó a alternar en escena con figuras como DJ Chrysler, Tito Vasconcelos, Sergio Arau y Nancy Cárdenas, entre otros.
De forma paralela, Bogue inició una faceta como modelo y llegó a posar para la lente de fotógrafos como Adolfo Pérez Butrón y Armando Cristeto. En esa faceta de su carrera, Bogue llegó a aparecer en las versiones mexicanas de revistas de moda como Vogue y Elle.

### 1990
En 1990, por recomendación del fotógrafo Adolfo Pérez Butrón, Bogue conoce al fotógrafo estadounidense Joel-Peter Witkin. Bogue es invitada por Witkin para posar para su lente. La fotografía llevó por título Man with a Dog. En 1992, Bogue posó por segunda ocasión para la lente de Witkin en la fotografía Three Kinds of Woman.
En 1991, Bogue debutó como actriz de teatro con la obra Baal de Bertolt Brecht, dirigida por José Luis Cruz y representada en el sótano de la facultad de arquitectura de la UNAM. Bogue se adentró de lleno en el teatro durante el resto de la década de los 1990s. En 1993, participó en Mishima, dirigida por Abraham Oceransky. De forma paralela, Bogue también se desempeñó como diseñadora de vestuario. Desempeñó este cargo para las obras teatrales En un año con trece lunas (1991), dirigida por Carlos Beyer, y La tarea prohibida (1992), dirigida por Jaime Humberto Hermosillo. 
En 1994, Alejandra se integra a La Fábrica, grupo teatral fundado por Rosario Armenta. Bajo la dirección de Armenta participó en montajes como Ángeles de hoy, Un viaje para Nítida, Actos de fe para los mirones, Ocurrencias de hoy, Divertidus Generación 2000, Bajo el sigilo de la Luna, Nocturno grito, Elegía para las almas ausentes, Proyecto Cancún y Danzas Efímeras. Bogue también incursionó en la escuela de ballet de la bailarina Mercedes Limón.
En 1997 actuó en la obra Cuando la higuera reverdezca de Fabiola Díaz de León, bajo la dirección de Darío T. Pie, en el Teatro Silvia Pinal. En 1998 formó parte de uno de los montajes de Las criadas, de Jean Genet, bajo la dirección de Adriana Roel, junto a Patricia Reyes Spíndola y Pilar Pellicer. Gracias a su participación en este montaje, Bogue obtuvo el premio como Revelación Femenina de parte de la AMCT (Asociación Mexicana de Críticos de Teatro). En 1999 protagonizó la obra Dos Gardenias, de Fernanda Villeli, donde fue dirigida por Patricia Reyes Spíndola.
En los años 90, Bogue también incursionó en el mundo del performance acompañando al músico DJ. Chrysler. Participó con Chrysler en varios performances, destacando de manera especial 15.000 Voltas (1991), mismo que se representó en diferentes versiones. También participó con un performance acompañándo a Chrysler en el acto de apertura de un concierto de David Bowie en la Ciudad de México en 1997.

### 2000
Entre 2000 y 2002, Bogue formó parte del espectáculo cabaretil drag queen El show de las Hermanas Vampiro. En 2001, Bogue conoce al conductor de televisión Horacio Villalobos. Bogue incursiona en la televisión y comienza a colaborar en el programa de espectáculos Válvula de Escape, emitido en el canal musical Telehit, propiedad Televisa y conducido por Villalobos. En ese mismo año, Bogue realiza un pequeño rol en la película Frida, producción de Hollywood, dirigida por Julie Taymor y protagonizada por Salma Hayek.
En 2002, Bogue se integra a Desde Gayola, programa cómico de crítica social creado por Horacio Villalobos. Dicho show televisivo ganó notoriedad al ser el primer show de la televisión mexicana en presentar a actores de la diversidad sexual entre su elenco principal. Bogue se convierte en la primera mujer trans en presentarse abiertamente como tal en la televisión mexicana. Bogue ganó una gran popularidad en Desde gayola interpretando los personajes de La Tesorito (una parodia de la actriz y cantante mexicana Laura León), Tearruina Fernández (parodia de la conductora de televisión mexicana Talina Fernández), y Sonia Infame (parodia de la actriz mexicana Sonia Infante), entre otros. De forma paralela, Bogue ocupó el cargo de Coordinadora de Vestuario de Telehit. Desde Gayola  también recorrió el país con espectáculos teatrales. Bogue participó en los montajes Desde Gayola: El Show, entre 2003 y 2004, y Había una Vez... Desde Gayola, entre 2005 y 2006. 
Bogue también actuó en dos capítulos del programa unitario Mujer, casos de la vida real, producido por Silvia Pinal para Televisa (2002 y 2004). De forma paralela a su trabajo en televisión, en 2003 Bogue actuó en la cinta cómica Sin ton ni Sonia, de Carlos Sama. Alejandra también participó en algunos cortometrajes cinematográficos como Casting... busco fama (2003), producido por Carmen Huete y Laura de Ita y Acapulco Golden (2005), de Joaquín Segura.
A principios de 2006, Bogue cesa su participación en Desde Gayola. Luego de dar por terminada su relación con el programa, Bogue dejó de interpretar a sus personajes, que se convirtieron en emblemas del mismo.
A finales de 2006, Bogue se integra a la conducción del programa Guau, programa de televisión transmitido por Telehit y enfocado a temas de la comunidad LGBT. En ese mismo año, Bogue regresa al teatro con el espectáculo de cabaret No soy Madonna, pero soy la Bogue, una suerte de monólogo biográfico al ritmo de los grandes éxitos musicales de Madonna. 
En 2008, Bogue obtuvo la oportunidad de presentar su primer show televisivo: Que show con Alejandra Bogue, a través de la señal de Telehit. Bogue fungió como productora y creativa del programa. El programa era un show de comedia en el que Bogue cantaba, bailaba, hacia imitaciones, realizaba entrevistas y presentaba sketches cómicos. Entre los personajes que Bogue creó para sus sketches destacan Betty BO5 (representación de una actriz en decadencia, con problemas de alcoholismo y drogadicción); Wendy Citlally (maquillista y estilista, cuya Biblia son las revistas de corte amarillista), Matalina Vil (parodia del personaje Catalina Creel de la telenovela mexicana Cuna de lobos), y La Madrota (retrato de una lenona alcohólica y decadente). El programa se mantuvo al aire durante cuatro temporadas, a lo largo de seis años. El show es el primer programa de televisión en ser estelarizado por completo por una mujer transgénero en América Latina.

### 2010
En 2010, Bogue es seleccionada para formar parte de la versión teatral mexicana de la cinta Todo sobre mi madre de Pedro Almodóvar, con el personaje de  La Agrado (interpretado en la película por la actriz española Antonia San Juan). La obra se estrenó con gran éxito de taquilla en el Teatro de los Insurgentes de la Ciudad de México el 27 de marzo de 2010. Además de Bogue, el montaje contó con las actuaciones de Lisa Owen, Margarita Gralia, Silvia Mariscal y Ana Claudia Talancón. Gracias a su desempeño, Bogue se hizo acreedora al premio como mejor co actuación femenina por la APT (Agrupación de Periodistas Teatrales).
En 2012, participa en la serie original de Telehit Hoy soy nadie, producida por Guillermo del Bosque. En ese mismo año, Bogue fue convocada a formar parte del panel transgénero en el Global Cross Atlantic Summit, organizado por Equality Milan y The Harvey Milk Foundation en Italia.
En 2013, Bogue hace una aparición especial en la película Tercera Llamada, del director Francisco Franco. También participó con un pequeño rol en la ovacionada cinta No se aceptan devoluciones, dirigida y protagonizada por Eugenio Derbez. 
A partir de 2014, la actriz se integra a diversos montajes teatrales de los proyectos Microteatros y Teatro en Corto de la Ciudad de México, con las puestas en escena como Sinfonía de un recuerdo en el ropero y Por un shampoo (2014). En ese año, también actúa en algunos capítulos de la webnovela Ana la chica bolera, de Eduardo Solo. En 2015, la actriz participa en la telenovela mexicana Amor de barrio, producción de Roberto Hernández Vázquez para Televisa.
En 2016, Bogue posa por tercera ocasión para el fotógrafo Joel-Peter Witkin, veinticinco años después de haber posado para su lente por vez primera. La fotografía llevó por título The Soul Has No Gender. En 2017, las fotografías de Bogue para Witkin formaron parte del libro y documental Witkin & Witkin, de Trisha Ziff.
En 2017, Bogue regresa al concepto de Teatro en Corto con el montaje Zuleyka Montes, un retrato de una vedette en decadencia, dirigida por Gustavo Sanders. En ese mismo año, se convierte en conductora del show cómico y de contenido LGBT en línea Diva divergente. En 2018, Bogue incursionó en el mundo del doblaje televisivo al darle voz a un personaje en la versión para Latinoamérica de la serie de televisión estadounidense Pose, trasmitida por Fox Premium Series.
En 2019, Bogue participa en la película El viaje de Keta, dirigida por Julio Bekhor.

### 2020
A principios de 2020, Bogue estrena una serie de cápsulas y contenido a través de su cuenta oficial de YouTube. El contenido se divide en dos espacios: Confesiones de Madame, donde Alejandra y su gama de personajes hablan acerca de las experiencias y vivencias vividas por Bogue a lo largo de su vida y carrera, y La Bogue en Vivo, transmisión en tiempo real donde Bogue platica con el público, presenta a sus personajes y presenta invitados ocasionales. El contenido es producido por el artista plástico y visual Manu Mojito y la propia Bogue. En mayo de 2020, Bogue, en colaboración con Manu Mojito y el autor Luis Miguel Romero, lanzan la plataforma digital de contenido audiovisual AlejandraBogue.net.
En agosto de 2020, Alejandra se convierte en una de las conductoras del podcast NosoTrans, de la plataforma Escándala, enfocada en temas relacionados con la comunidad transgénero y transexual. Con la misma plataforma, Bogue también conduce el show online de entrevistas Sin cortes con La Bogue.
En enero de 2021, Bogue se integra al elenco de la telenovela ¿Te acuerdas de mí?, producción de Carmen Armendáriz para Televisa. En junio de 2021, Bogue es una de las celebridades del colectivo LGBT en aparecer en una portada de la edición mexicana de la revista Elle.
Entre 2021 y 2023, Bogue también se convierte en una de las figuras estelares del show cabaretil de burlesque Delirio tropical. En 2022, Bogue se integra al reparto de la segunda temporada de la serie Ana, protagonizada por Ana de la Reguera para la plataforma Prime Video. También ha participado en unitarios como Esta historia me suena  (2021), Como dice el dicho (2022) (ambos para Televisa) y Lo que callamos las mujeres (2023, para Televisión Azteca).
En 2024, bajo la producción de la plataforma virtual LGBT Escándala, lanza el show online de comedia No soy Madonna, soy La Bogue, en el que retoma a sus personajes más populares.

## Impacto y legado
Alejandra Bogue es considerada la primera mujer trans en presentarse abiertamente como tal en la televisión mexicana. Antes del éxito mediático de Bogue en la década de los 2000, la presencia de actrices trans en medios audiovisuales de México se limitaba a cameos o apariciones sin acreditar en telenovelas, películas y series televisivas. Antes que Bogue figuras como la vedette y transformista Francis habían incursionado en la televisión y cine en México, pero siempre bajo la condición y presión de definirse como travestis. Bogue es también la primera mujer trans en estelarizar un show unipersonal en la televisión en el mundo. Un aspecto singular en la carrera de Bogue es que, en la mayor parte de sus incursiones en teatro, cine y televisión, ha caracterizado a mujeres cisgénero. En las ocasiones en que ha interpretado personajes trans, estos han sido alejados de los clichés que suelen rodear a una actriz trans en un personaje de la ficción, situación poco usual en medios audiovisuales en el país.
Personalidades femeninas trans que actualmente sobresalen en el mundo del entretenimiento en México como Morganna Love, Victoria Volkóva, Coco Máxima o Wendy Guevara, reconocen en Bogue una de sus principales referencias y fuentes de inspiración.

## Filmografía

### Televisión

#### Conductora
- Válvula de escape (2001-2006)
- Guau (2006-2008)
- Noches de Telefórmula (2006)
- There's Something About Miriam (transmisión en Latinoamérica) (2009)

#### Telenovelas
- Amigas y rivales (2001) - Invitada a la fiesta.
- Amor de barrio (2015) - Kitzia Ariana
- Amar a muerte (2018) - Sexoservidora
- ¿Te acuerdas de mí? (2021) - Gladys

#### Series
- Desde Gayola (2002-2006) - La Tesorito / Tearruina Fernández / Sonia Infame
- Mujer, casos de la vida real (2002-2004) (Episodios: Fátima - Fátima (2002) y Niño nuevo, vida nueva - Miranda (2004)
- Que show con Alejandra Bogue (2008-2014) - Betty BO5/ Matalina Vil / Wendy Citlali / La Madrota / Lolita Cohen / Marie Anette
- Hoy soy nadie (2012) - Becca Lima
- Todo incluido (2013) - Travesti en la manifestación
- Lorenza (2019) - Ale
- Se rentan cuartos (Episodio: Cruela Glamour, (2019) - Cruela Glamour
- Mi querida herencia (Episodio: Diseño de imagen, 2021) - Extravaganza
- Esta historia me suena (Episodio: La calle de las sirenas, 2021) - Doña Chave
- Como dice el dicho (Episodio: Borrón y cuenta nueva, la cuenta pasada aprueba, 2022) - Penélope
- Ana (2022) - Mana
- Lo que callamos las mujeres (Episodio: Maru y Rita: nunca es tarde, 2023) - Victoria
- Tengo que morir todas las noches (2024) - Ella misma
- Está libre (2024)

#### Doblaje
- Pose (2018-2019) - Ms. Orlando

#### Invitada
- Alaska y Mario (Episodio: Huracán final), (2018) - Ella misma
- La casa de los famosos México (2023) - Panelista invitada
- Drag Race México (2023) - Juez invitada
- Wendy, perdida pero famosa (Episodio: Transpower con La Bogue), (2023) - Ella misma
- Sálvese quien pueda (Episodio: Llámeme señor Netflix), (2023) - Ella misma

### Cine

#### Actriz
- Money Shot (cortometraje) (1994) - Chica de la hot line
- Cosi fan tutte (1996) - Sirena
- Seres Humanos (2001) - Rony
- Frida (2002) - Invitada en la boda
- Casting... Busco fama (cortometraje) (2003)
- Popis (cortometraje) (2004) - Amiga
- Sin ton ni Sonia (2004) - Cuerva
- Acapulco Golden (cortometraje) (2005) - Rosalinda "Mami Lú"
- Nesio (2008) - Mujer trans
- La despedida de Eugenio (cortometraje) (2009) - Camila
- Tercera Llamada (2013) - Actriz
- No se aceptan devoluciones (2013) - Modelo del casting
- Witkin & Witkin (documental) (2017) - Ella misma / Modelo
- Imperio Gay, La Desaparición (cortometraje) (2017) - Sisi
- El viaje de Keta (2019) - Pecadora

### Teatro

#### Actriz
- Baal (1990)
- Mishima (1993)
- Ángeles de hoy (1994)
- Un viaje para Nítida (1995)
- Actos de fe para los mirones (1995)
- Ocurrencias de hoy (1995)
- Bajo la mirada de Olmo (1995)
- Elegía para las almas ausentes (1995)
- Divertidus Generación 2000 (1996)
- Bajo el sigilo de la Luna (1996)
- Nocturno grito (1996)
- Proyecto Cancún (1997)
- Danzas Efímeras (1997)
- Cuando la higuera reverdezca (1997)
- Las criadas (1998)
- Dos Gardenias (1999)
- El show de las Hermanas Vampiro (2000-2002)
- La Cenicienta (2002)
- Yo fui una chica Almodóvar (2003)
- Desde Gayola, El show (2003 - 2004)
- Había una vez: Desde Gayola (2005 - 2006)
- No soy Madonna, pero soy La Bogue (2006-2008)
- Pachecas a Belén (2007)
- Todo sobre mi madre (2010)
- En vivo, en puntas con La Bogue (2011)
- Sinfonía de un recuerdo en el ropero (2014)
- Por un Shampoo. Teatro en Corto (2014)
- AmorAtados (2015)
- Quiero ser una chica Almodóvar (2015)
- El viaje de una estrella (2016)
- Legalmente perra (2016)
- Confesiones de una secretaria (2016)
- Conejo blanco, conejo rojo (2016)
- Zuleyka Montes (2017)
- Grinder: el Show (2018)
- Mala Burlesque Show (2019)
- Disco 54 (2019)
- Muxe (2020)
- Delirio tropical (2021-2023)
- Dos caballeros en oferta (2022)
- Priscilla, reina del desierto (2024)[44]

#### Diseño de vestuario
- En un año con trece lunas (1991)
- La tarea prohibida (1992)

### Web

#### Conductora
- Diva Divergente (2017)
- Libremente (2017)
- Bellas, buenas y canijas (2019)
- Confesiones de Madame / La Bogue en Vivo (2020-2022)
- NosoTrans (2020-2021)
- La Más Draga (Temporada 3) (2020) - Juez invitada
- Escándala: Sin cortes con La Bogue (2022-2023)
- Drag Race México (Temporada 1) (2023) - Juez invitada
- No soy Madonna, soy La Bogue (2024) - La Treshur / Betty Bo5

#### Actriz
- Ana la chica bolera (2014) - Beba Urdapilleta
- Diva Divergente (2017) - Betty BO5 / Wendy Citlali / La Madrota / Beverly Owen
- Confesiones de Madame / La Bogue en Vivo (2020-2022) - Betty BO5 / Wendy Citlali / La Madrota / Beverly Owen / Talina Preciosa / La Treshur / Matalina Vil / Marie Anette
- No soy Madonna, soy la Bogue (2024) - La Treshur / Betty Bo5